# Spencer Smith (músico)
Spencer James Smith (Denver, Colorado; 2 de septiembre de 1987) es un músico estadounidense, cofundador del grupo de rock Panic! at the Disco, en el que fue baterista hasta 2015.

## Biografía
Spencer Smith nació en Denver (Colorado). Se crio en Las Vegas con dos hermanas menores, Crystal y Jackie. Asistió al mismo instituto católico que Ryan Ross.

## Inicios
Smith comenzó a tocar la batería a los doce años, cuando recibió ese instrumento como regalo de Navidad. Pronto comenzó a colaborar con su amigo Ryan Ross, que había recibido una guitarra. Formaron un dúo llamado Pet Salamander, con el que realizaban covers de Blink-182. Posteriormente se asociaron con Brent Wilson y el guitarrista Howell Trevor, con quienes fundaron Summer League. Años después conocieron a Brendon Urie y formaron Panic! at the Disco.

## Panic! at the Disco
Smith se desempeñó como baterista de Panic! at the Disco desde su creación en 2004. Participó en los álbumes de estudio A Fever You Can't Sweat Out, publicado en 2005, y Pretty.Odd de 2008. En 2009, el guitarrista Ross y el bajista Jon Walker dejaron la banda, dejando a Smith y el vocalista Urie como el resto de los miembros individuales.
Smith terminó el trabajo en el tercer álbum de estudio de Panic! at the Disco, Vices & Virtues, publicado el 22 de marzo de 2011, con Urie. En 2011, también coprotagonizó un cortometraje de siete minutos llamado The Overture dirigido por Shane Drake. El corto se dirigió a la salida de Ross y Walker.
El 2 de abril de 2015 dio a conocer su salida de la banda mediante una carta publicada en la página oficial de Panic! at the Disco.

## Otros trabajos
Smith también se asoció con la banda The Cab, a quienes en 2007 ayudó a que firmaran contrato con la discográfica Decaydance Records enviándole un demo al dueño Pete Wentz. Spencer hace una aparición en el video What a Catch, Donnie y Headfirst Slide into Cooperstown on a Bad Bet de Fall Out Boy. Smith también participó del video de la canción "Clothes Off!", de Gym Class Heroes, junto con Urie, Ross y Walker. Los miembros aparecen bailando disfrazados de animales y Spencer lleva un traje de foca.